# Czarków (stacja kolejowa)
Czarków – mijanka, a dawniej stacja kolejowa w miejscowości Odmuchów, w województwie śląskim, w powiecie tarnogórskim, w gminie Krupski Młyn, w Polsce. Została otwarta w dniu 30 września 1952 roku razem z linią kolejową z Lublińca do Paczyny. Na stacji zatrzymywały się do 23 maja 1971 roku pociągi osobowe relacji Lubliniec – Gliwice oraz pociągi osobowe relacji Lubliniec – Katowice przez Gliwice, Zabrze.